# Фризак
Фризак (њем. Friesack) град је у њемачкој савезној држави Бранденбург. Једно је од 26 општинских средишта округа Хафеланд. Према процјени из 2010. у граду је живјело 2.670 становника. Посједује регионалну шифру (AGS) 12063088.

## Географски и демографски подаци
Фризак се налази у савезној држави Бранденбург у округу Хафеланд. Град се налази на надморској висини од 35 метара. Површина општине износи 83,7 km². У самом граду је, према процјени из 2010. године, живјело 2.670 становника. Просјечна густина становништва износи 32 становника/km².